# Route principale 26 (Suisse)
Pour les articles homonymes, voir H26 et Route 26.
La Route principale 26 est une route principale suisse reliant Möriken-Wildegg à Emmen près de Lucerne. 

## Parcours
- Möriken-Wildegg
- Lenzburg
- Beinwil am See
- Hochdorf
- Emmen, banlieue de Lucerne